# Hadží Halef Omar
Hadží Halef Omar, plným jménem Hádží Halef Omar ben hádží Abú'l Abbás ibn hádží Dávúd al Gossarah, je známá literární postava z románů a povídek Karla Maye, odehrávajících se v Orientu. Pochází ze západní Sahary a je přítelem svého sidiho Kary ben Nemsího, kterého doprovází na jeho dobrodružných cestách.

## Charakteristika postavy
Halef se vyznačuje horkokrevností, velkou výřečností, odvahou a oddaností svému příteli. Je nízkého vzrůstu a jeho knírek se skládá z několika málo vousů, což se občas stává terčem posměchu protivníků. Časem se dokonce ukáže, že čestný titul hádži, náležící těm vyznavačům islámu, kteří vykonali pouť (hadždž) do Mekky, vlastně jemu a jeho předkům nepatří, protože se sice na pouť vydali, ale nikdy ji nedokončili. Halef se však skutečným hádžím stane, protože společně s Karou ben Nemsím Mekku navštíví. Vytrvalé snahy Halefa přivést Karu ben Nemsího k islámu se ale nesetkají s úspěchem a Halef se nakonec stane v podstatě křesťanem.
Halef je ženatý s Hanne, vnučkou Maleka, šejka Atejbů, má s ní syna Karu ben Halefa a je silně pod pantoflem (Hanneh je podle jeho slov nejchytřejší, nejkrásnější a nejlepší ženou světa a jako taková má ve všem pravdu). Přesto se nakonec stane šejkem Haddádů.

## Knihy
Společná dobrodružství Hadžího Halefa Omara a Kary ben Nemsího popsal Karel May především v následujících románech a povídkách:
- Abdán Efendi, Ghasuah, Krevní msta, Kristova krev a Marie či Fatima,
- Na věčnosti,
- Ve stínu padišáha,
- V Říši stříbrného lva a Ardistan a Džinistan,
- V zemi Mahdího (pouze ve třetím dílu).

## Filmy
V němých filmech Na troskách ráje (1920), Karavana smrti (1920) a Vyznavači ďábla (1920) hrál Hadžího Halefa německý herec Meinhart Maur, ve filmu Pouští z roku 1936 německý herec Heinz Evelt a ve filmech Karavana otroků (1958) a Babylonský lev (1959) německý herec Georg Thomalla.
Ve filmových mayovkách ze šedesátých let (Žut, Divokým Kurdistánem a V Říši stříbrného lva) hraje Hadžího Halefa představitel Sama Hawkense, německý herec Ralf Wolter.

## Hudba
Německá skupina Dschinghis Khan nazpívala v roce 1979 píseň Hadschi Halef Omar.